# SO-DIMM

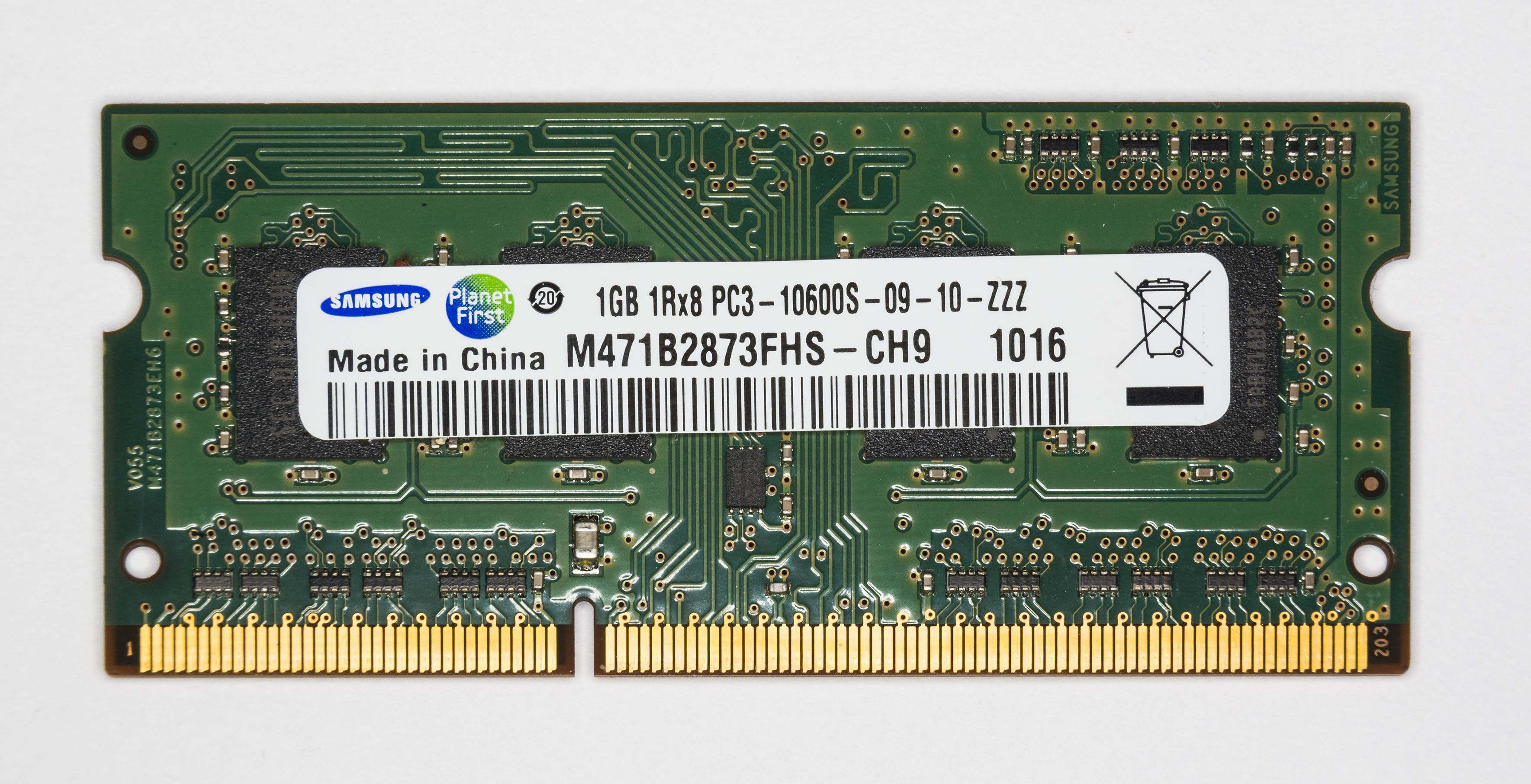
204-pinowy moduł pamięci SO-DIMM

Porównanie pozycji wcięcia w różnych wariantach SO-DIMM

SO DIMM (ang. small outline dual in-line memory module) – mniejszy rodzaj pamięci DIMM, stosowany głównie w notebookach, komputerach małogabarytowych oraz w niektórych drukarkach biurowych wysokiej klasy.

## Najpopularniejsze typy pamięci
- 72-pinowe (32-bitowe)
- 144-pinowe (64-bitowe)
- 200-pinowe pamięci DDR SDRAM i DDR-II SDRAM
- 204-pinowe DDR3
- 260-pinowe DDR4